# AGV
AGV (viết tắt của "Amisano Gino Valenza") là một công ty sản xuất mũ bảo hiểm mô tô có trụ sở ở Ý. Công ty được Gino Amisano thành lập hồi năm 1947. Đến năm 2007 thì công ty được sáp nhập và trở thành một công ty con của công ty Dainese, đến năm 2014 đến lượt Dainese bị tập đoàn Investcorp mua lại..
AGV là thương hiệu mũ bảo hiểm nổi tiếng trong giới mô tô.

## Sản phẩm
AGV sản xuất nhiều loại mũ bảo hiểm mô tô khác nhau, bao gồm các loại mũ bảo hiểm full-face, mũ thể thao, mũ du lịch, mũ địa hình v.v... Các loại mũ này cũng sử dụng các vật liệu khác nhau bao gồm sợi carbon, aramid, sợi thủy tinh và nhựa nhiệt dẻo.
Các loại mũ bảo hiểm AGV hiện tại được sản xuất bằng phương pháp xây dựng và phát triển kỹ thuật tích hợp mà công ty gọi là quy trình AGV Extreme Safety, giúp công ty có thể đo lường được những lợi ích.

## Lịch sử
AGV do Amisano Gino thành lập vào năm 1947. Tên của công ty là viết tắt của các chữ Amisano Gino Valenza, trong đó Valenza là trụ sở ban đầu của công ty. Logo của AGV có hình một chiếc nón bảo hiểm, có in dòng chữ AGV và màu cờ Ý. AGV càng được biết đến sau khi sản phẩm của họ được rất nhiều tay đua nổi tiếng sử dụng, có thể kể đến là Kenny Roberts, Barry Sheene, Johnny Cecotto, Steve Baker, Angel Nieto, Giacomo Agostini và Valentino Rossi.
Ban đầu thì AGV chỉ sản xuất ghế da và yên xe máy. Khoảng một năm sau thì công ty bắt đầu sản xuất các loại mũ bảo hiểm bằng da. Đến năm 1954, mảng sản xuất mũ bảo hiểm trở thành mảng kinh doanh chính của công ty sau khi họ bắt đầu sản xuất được loại mũ bảo hiểm sợi thủy tinh.
Vào năm 1958 AGV bắt đầu thực hiện quảng cáo bằng cách treo banner quảng cáo ở các địa điểm dễ thấy ở xung quanh các trường đua.
Trong những năm đầucủa thập niên 1970, AGV cũng từng tài trợ mũ bảo hiểm cho các tay đua Công thức 1 như Niki Lauda, Emerson Fittipaldi, Keke Rosberg và Nelson Piquet in the early seventies. 
Tháng 7 năm 2007, AGV Helmets được bán cho hãng sản xuất thiết bị thể thao Dainese. Dainese was acquired by Investcorp of Bahrain for €130 million in 2014. Đến năm 2017, AGV bắt đầu bán loại mũ bảo hiểm mô đun full-carbon đầu tiên.
Năm 2008, Valentino Rossi trở thành chủ tịch danh dự của công ty.

## Tài trợ
AGV từng tài trợ mũ bảo hiểm cho các tay đua sau:

### MotoGP
- Jack Miller
- Franco Morbidelli
- Joan Mir
- Jorge Martin
- Luca Marini

### Moto2
- Lorenzo Baldassarri
- Marco Bezzecchi
- Nicolò Bulega

### Moto3
- Andrea Migno
- Niccolò Antonelli
- Celestino Vietti Ramus
- Dennis Foggia
- Gabriel Rodrigo

### WSBK/ Supersport
- Gabriele Ruiu

### BSB
- James Hillier
- Ryan Vickers
- Dan Linfoot

### Motard
- Thomas Chareyre

### Các huyền thoại
- Niki Lauda
- Guy Martin
- Marco Lucchinelli
- Giacomo Agostini
- Troy Corser
- Manuel Poggiali
- Loris Capirossi
- Valentino Rossi